# اس‌ام یوبی-۹۵
اس‌ام یوبی-۹۵ (به انگلیسی: SM UB-95) یک زیردریایی بود که طول آن ۵۵٫۵۲ متر (۱۸۲٫۲ فوت) بود. این زیردریایی در سال ۱۹۱۸ ساخته شد.